# Konqueror
캉커러(Konqueror)는 웹 브라우저, 파일 관리자, 파일 뷰어의 기능을 담고 있는 KDE의 중심이 되는 프로그램이다. 자발적인 참여자들이 개발하였으며 대부분의 유닉스 계열 운영 체제에서 실행할 수 있다. KDEBase 패키지의 구성 요소 나머지와 함께 따라오는 캉커러는 GNU 일반 공중 사용 허가서 하에서 배포된다.
캉커러라는 이름은 브라우저가 처음 등장하던 시기의 두 개의 주된 경쟁 프로그램들과 함께 한다: 처음은 내비게이터, 나머지 하나는 익스플로러이다. 캉커러는 KDE의 이름 변환을 따랐다. 이를테면 대부분의 KDE 프로그램들은 K라는 문자로 시작한다.
캉커러는 2000년 10월 23일에 KDE의 버전 2가 출시되면서 등장하였다. 이는 이전의 KFM (KDE 파일 관리자)를 대체한다.
KDE가 4.x대로 올라오면서 파일 관리자로서의 기능은 돌핀에 의존하게 되었다.

## 플랫폼
캉커러는 전통적으로 유닉스용으로 개발되어 왔으나 지금은 KDE를 지원하는 모든 플랫폼을 지원한다. 4.x대로 올라오면서부터는 맥 오에스 텐, BSD, 솔라리스같은 다른 유닉스계 운영체제와 마이크로소프트 윈도우 또한 지원하기 시작했다.

## 참조
1. ↑  Ettrich, Matthias (1996년 10월 14일). “New Project: Kool Desktop Environment (KDE)”. 뉴스그룹: de.comp.os.linux.misc. Usenet: 53tkvv$b4j@newsserv.zdv.uni-tuebingen.de. 2006년 12월 29일에 확인함.
2. ↑  “v24.12.1”. 2025년 2월 6일에 확인함.
3. ↑  https://invent.kde.org/network/konqueror/-/tags/v21.03.80.
4. ↑  http://docs.kde.org/stable/en/kdebase/faq/webbrowser.html#id2556978
5. ↑  K Desktop Environment - KDE 2.0 Release Announcement
6. ↑  “Konqueror - Konqueror FAQ”. 2008년 7월 23일에 원본 문서에서 보존된 문서. 2008년 7월 25일에 확인함.

## 같이 보기
- KHTML
- KJS
- KSVG